# Полет 330 на „Суисеър“
Полет 330 на „Суисеър“ е редовен полет от летище „Цюрих“ в Клотен, Швейцария, до Британски Хонконг с планирано междинно кацане в Тел Авив, Израел. На 21 февруари 1970 г. бомба, поставена от двама членове на Организацията за освобождение на Палестина, е детонира в задното товарно отделение на самолета малко след излитането в района на Люцерн, северно от прохода Сейнт Готард. Екипажът се опитва да обърне самолета и да направи опит за аварийно кацане в Цюрих, но поради дим в пилотската кабина не вижда уредите. Самолетът се отклонява и разбива в гориста местност във Вюренлинген поради загуба на електричество. Всички 47 пътници и екипаж умират.
Швейцарските информационни агенции съобщават, че отцепваща се група от Организацията за освобождение на Палестина поема отговорност, въпреки че други съобщения в медиите казват, че групата отрича да е замесена. Робърт Акерет, който е съдия-следовател, връчва своя доклад от 165 страници на федералния главен прокурор Ханс Валдер. Според този доклад атентатът е извършен от двама членове на ООП.
Журналистът Марсел Гир изследва възможните причини защо никой от заподозрените терористи не е осъден. Според него Швейцария и ООП сключват тайна сделка, която гарантира, че двамата основни заподозрени няма да бъдат арестувани, като се гарантира, че няма да се извършват повече атаки срещу швейцарски цели. В разследване от 2016 г. швейцарският парламент не открива доказателства за подобна сделка. В интервю от 2020 г. Руеди Берлингер, син на капитана на полета Карл Берлингер, заявява, че не приема констатациите на парламента и призовава Швейцария, Съединените американски щати, Израел и Германия да отворят напълно своите архиви, свързани с катастрофата.
Известни стават думите на втория пилот Арман Етиен, който на английски казва на контролната кула: „330 се разбива, (пауза) сбогом на всички, сбогом на всички!“.